# Детский сад (фильм)
«Детский сад» — фильм Евгения Евтушенко, созданный им на основе собственных воспоминаний о военном детстве.

## Сюжет
Во время Великой Отечественной войны главного героя ленты, мальчика Женю, отправляют в эвакуацию к бабушке в сибирский город Зима. Поезд, на котором едет Женя, попадает под бомбёжку. Мальчик вынужден добираться до места назначения пешком, встречая на своём пути разных людей, которые оставили отпечаток в его памяти.

## В ролях
- Серёжа Гусак — Женя
- Галина Стаханова — бабушка Жени
- Светлана Евстратова — Лиля
- Игорь Скляр — отец Жени
- Клаус Мария Брандауэр — немецкий офицер
- Елена Евтушенко — Проводница
- Николай Караченцов — вор Шпиль
- Леонид Марков — мнимый слепой
- Евгений Евтушенко — чудаковатый шахматист
- Людмила Дребнёва — Дуся, торговка
- Виктор Егунов
- Андрей Гусев — маскировщик
- Наталья Гринько — девушка в белом платке
- Юрий Капустин

## Съёмочная группа
- Режиссёр — Е. Евтушенко
- Сценарист — Е. Евтушенко
- Оператор — В. Папян
- Композитор — Глеб Май
- Художник — Виктор Юшин

## Отзывы и оценки
Фильм Евгения Евтушенко стал предметом споров советской критики и нашёл признание на Западе (после внеконкурсного показа на Венецианском фестивале). Киновед Виктор Дёмин назвал картину бездарной, в то время как кинорежиссёр Савва Кулиш после просмотра фильма похвалил работу Евтушенко, пожелав ему дальнейших успехов. Сценарист Евгений Габрилович «поддержал творческий поиск поэта».
Говоря о картине, критики сходятся во мнении, что «Детский сад» сложно «…сопоставить с работами ведущих мастеров» и что «она значительно уступает им в творческом отношении» (кинокритик Александр Фёдоров, 1984 год).
В то же время они отмечают символичность и метафоричность языка сценариста-режиссёра Евтушенко.
Работу Евтушенко подробно рассматривает в своей книге «Российского Отечества поэт: Е. А. Евтушенко: 1965—1995 гг.» доктор филологических наук, профессор кафедры Хакасского госуниверситета Валерий Прищепа. Автор разбирает предысторию создания сценария и возникновение замысла создания картины. Основной конфликт фильма он видит в противостоянии «ребёнок — война». Прищепа отмечает «прерывистый» характер сюжета, свойственный многим поэмам Евтушенко. Также он сравнивает фильм с «Подранками» Н. Губенко, «Вступлением» И. Таланкина, «Ивановым детством» А. Тарковского.

## Дополнительные факты
- Премьера фильма состоялась в августе 1984 года. Через два года фильм показывали в странах Европы.
- В фильме звучат стихи восьмилетней Ники Турбиной.